# Coppa delle Coppe dell'AFC 1991-1992
La Coppa delle Coppe dell'AFC 1991-1992 è stata la 2ª edizione della torneo riservato alle squadre vincitrici delle coppe nazionali asiatiche.

## Formato
Viene confermato il formato dell'edizione precedente con le squadre partecipanti al primo turno suddivise in due gruppi in base alla provenienza geografica.

## Squadre partecipanti
Al torneo presero parte 17 squadre, escludendo la rappresentativa sudcoreana che si ritirò poco prima dell'inizio della competizione.
- Al-Nassr
- Al Ahli
- Abahani
- Sharjah
- Sinugba
- Nissan Motors
- Al Ramtha
- East Bengal
- Pupuk Kaltim

- Malavan
- Kazma
- Al-Ansar
- Dhofar
- Karachi Port Trust
- Al Sadd
- Geylang
- Al Ahli

## Risultati

### Turno preliminare

#### Asia occidentale

##### Primo turno
| Squadra 1 | Totale            | Squadra 2 | Andata | Ritorno |
| --------- | ----------------- | --------- | ------ | ------- |
| Sharjah   | 2 - 2 (gfc)       | Dhofar    | 2 - 1  | 0 - 1   |
| Al Sadd   | 2 - 2 2 - 4 (dcr) | Kazma     | 1 - 1  | 1 - 1   |
| Al-Nassr  | 4 - 2             | Al-Ansar  | 2 - 1  | 2 - 1   |
| Al Ahli   | 1 - 2             | Al Ramtha | 1 - 0  | 0 - 2   |

- Al Ahli e  Malavan qualificate automaticamente al secondo turno.

##### Secondo turno
| Squadra 1 | Totale | Squadra 2 | Andata | Ritorno |
| --------- | ------ | --------- | ------ | ------- |
| Al-Nassr  | 2 - 0  | Al Ahli   | 2 - 0  | 0 - 0   |
| Al Ramtha | 2 - 1  | Dhofar    | 1 - 0  | 1 - 1   |

- Al Ahli e  Kazma qualificate automaticamente ai quarti di finale.

#### Asia orientale
| Squadra 1     | Totale | Squadra 2          | Andata | Ritorno |
| ------------- | ------ | ------------------ | ------ | ------- |
| Nissan Motors | 6 - 0  | Geylang            | 6 - 0  | 0 - 0   |
| Abahani       | 0 - 1  | East Bengal        | 0 - 0  | 0 - 1   |
| Pupuk Kaltim  | 9 - 0  | Karachi Port Trust | 6 - 0  | 3 - 0   |

- Sinugba qualificato automaticamente ai quarti di finale in seguito al ritiro della squadra sudcoreana[1].

### Quarti di finale
| Squadra 1    | Totale      | Squadra 2     | Andata | Ritorno |
| ------------ | ----------- | ------------- | ------ | ------- |
| Al Ramtha    | 1 - 1 (gfc) | Malavan       | 0 - 0  | 1 - 1   |
| Kazma        | 1 - 3       | Al-Nassr      | 0 - 1  | 1 - 2   |
| East Bengal  | 1 - 7       | Nissan Motors | 1 - 3  | 0 - 4   |
| Pupuk Kaltim | [ 2 ]       | Sinugba       |        |         |

### Semifinali
| Squadra 1     | Totale | Squadra 2    | Andata | Ritorno |
| ------------- | ------ | ------------ | ------ | ------- |
| Al Ramtha     | 1 - 3  | Al-Nassr     | 0 - 1  | 1 - 2   |
| Nissan Motors | 2 - 0  | Pupuk Kaltim | 2 - 0  | 0 - 0   |

### Finale

#### Andata
| Gedda 30 gennaio 1992                                              | Al-Nassr  | 1 – 1              | Nissan Motors |  |
| \| \| \| \| \| Al-Torayr 72’ \| Marcatori \| 04’ K. Hashiratani \| |           |                    |               |  |
|                                                                    |           |                    |               |  |
| Al-Torayr 72’                                                      | Marcatori | 04’ K. Hashiratani |               |  |

#### Ritorno
| Yokohama 7 febbraio 1992                                                          | Nissan Motors | 5 – 0 | Al-Nassr |  |
| \| \| \| \| \| Everton 35’ Renato 37’, 52’, 62’ Matsuhashi 70’ \| Marcatori \| \| |               |       |          |  |
|                                                                                   |               |       |          |  |
| Everton 35’ Renato 37’, 52’, 62’ Matsuhashi 70’                                   | Marcatori     |       |          |  |